# Kecamatan Meuraya
Kecamatan Meuraya (indonesiska: Meuraya) är ett distrikt i Indonesien.   Det ligger i provinsen Aceh, i den västra delen av landet, 1 800 km nordväst om huvudstaden Jakarta.